# 古関村 (福島県)
古関村（こせきむら）は福島県西白河郡にかつて存在した村である。

## 地理
現在の白河市の南部、旧表郷村の西部に位置する。
村域は八溝山地に位置し、山がちな地形になっている。

## 歴史

### 村域の変遷
- 1889年（明治22年）4月1日 - 町村制施行により、中野村・内松村・社田村・番沢村・関辺村・旗宿村が合併し、西白河郡古関村が発足。
- 1955年（昭和30年）
  - 2月1日 - 金山村・社村と合併し表郷村が発足。同日古関村廃止。
  - 8月1日 - 旧村域の一部（関辺・旗宿）が白河市に編入。
- 2005年（平成17年）11月7日 - 表郷村が（旧）白河市・東村・大信村とともに合併し白河市が発足。

変遷表
| 1868年 以前 | 1868年 以前 | 明治10年 | 明治22年 4月1日 | 昭和30年 | 昭和30年      | 平成17年 11月7日 | 現在   |
| 1868年 以前 | 1868年 以前 | 明治10年 | 明治22年 4月1日 | 2月1日   | 8月1日        | 平成17年 11月7日 | 現在   |
| ----------- | ----------- | -------- | --------------- | -------- | ------------- | ---------------- | ------ |
|             | 中野村      | 中野村   | 古関村          | 表郷村   | 表郷村        | 白河市           | 白河市 |
|             | 内松村      |          | 古関村          | 表郷村   | 表郷村        | 白河市           | 白河市 |
|             | 社仁井田村  | 社田村   | 古関村          | 表郷村   | 表郷村        | 白河市           | 白河市 |
|             | 高萩新田村  | 社田村   | 古関村          | 表郷村   | 表郷村        | 白河市           | 白河市 |
|             | 番沢村      |          | 古関村          | 表郷村   | 表郷村        | 白河市           | 白河市 |
|             | 関辺村      | 関辺村   | 古関村          | 表郷村   | 白河市 に編入 | 白河市           | 白河市 |
|             | 旗宿村      |          | 古関村          | 表郷村   | 白河市 に編入 | 白河市           | 白河市 |

## 大字
- 中野（なかの）
- 内松（ないまつ）
- 社田（やしろだ）
- 番沢（ばんざわ）
- 関辺（せきべ）
- 旗宿（はたじゅく）

## 人口・世帯

### 人口
総数 [単位： 人]
| 1891年（明治24年） | 2,204 |
| 1920年（大正 9年） | 3,307 |
| 1947年（昭和22年） | 4,854 |

### 世帯
総数 [単位： 世帯]
| 1920年（大正 9年） | 564 |
| 1947年（昭和22年） | 757 |

## 交通（廃止直前）

### 鉄道
※1944年（昭和19年）12月11日に廃止されるまであった。
- 日本国有鉄道（ → 東日本旅客鉄道）
  - 白棚線
    - 関山口駅 - 古関駅 - 番沢駅